# Erzbistum Suva
Das Erzbistum Suva (lat.: Archidioecesis Suvanus) ist eine in Fidschi gelegene römisch-katholische Erzdiözese mit Sitz in Suva.

## Geschichte
Das Erzbistum Suva wurde am 27. März 1863 durch Papst Pius IX. aus Gebietsabtretungen des Apostolischen Vikariates Zentral-Ozeanien als Apostolische Präfektur Fidschi errichtet. Am 10. Mai 1887 wurde die Apostolische Präfektur Fidschi durch Papst Leo XIII. zum Apostolischen Vikariat erhoben. Das Apostolische Vikariat Fidschi wurde am 21. Juni 1966 durch Papst Paul VI. mit der Apostolischen Konstitution Prophetarum voces zum Erzbistum erhoben und in Erzbistum Suva umbenannt.

## Ordinarien

### Apostolische Präfekten von Fidschi
- Jean-Baptiste Breheret SM, 1863–1887

### Apostolische Vikare von Fidschi
- Julien Vidal SM, 1887–1922
- Charles-Joseph Nicolas SM, 1922–1941
- Victor Frederick Foley SM, 1944–1966

### Erzbischöfe von Suva
- Victor Frederick Foley SM, 1966–1967
- George Hamilton Pearce SM, 1967–1976
- Petero Mataca, 1976–2012
- Peter Loy Chong, seit 2012